# 都江堰市
都江堰市（とこうえん-し）は中華人民共和国四川省に位置する省直轄の県級市であり、しばらくの間、成都市の代理管轄下に置かれている。成都市北方の山岳地帯の入口にあり、岷江が流れ、世界遺産ともなった景勝地で道教の聖地でもある青城山がある。国家歴史文化名城にも指定されている古い街だが、2008年の汶川大地震（四川大地震）では震源に近く大きな被害を受けた。
もとは灌県（かんけん）と呼ばれていたが、世界遺産にも登録された秦漢時代の水利施設・都江堰にちなんで改名された。都江堰は成都平原一帯の灌漑用水を取り入れる施設で、2000年間にわたり四川省の広大な範囲を潤している。

## 地理
都江堰市は成都平原の西北の縁に位置し、北西部は四川盆地の西部に聳える龍門山脈という高山地帯になっている。市域は成都平原と龍門山脈にまたがり、地勢は西北が高く、東南が低く、山地と丘陵が面積の65.79%を占め、平地や水面は34.21%である。平野部の最も低い場所は海抜592mだが、山岳部の最高地点は海抜4,582mにも達し、標高差は4,000m弱と高低差が非常に激しい。
岷江が龍門山脈を出る所には広大な扇状地が広がるが、都江堰市はその扇頂部にあたる。南東の省都・成都市までは48km。市域の東西は幅54km、南北は幅68kmで、面積は1,208平方km。
戦国時代に秦の蜀郡郡守を務めた李冰と李二郎の親子が二代にわたり建設した水利施設・都江堰の存在で名高い。都江堰水利施設は、岷江が平原を出たばかりの位置にあり、本流を二つに分けてうち一方から山を切り開いた水路を経て成都平原一帯を灌漑している。これは灌漑だけでなく雪解けや豪雨などの増水時に対応した治水施設でもあり、ダムを造らず分水するという手法でこの付近での洪水を防いでいる。岷江は扇状地で六つに分流して農地を潤し、都江堰水利施設の分水する水路もあいまって一帯を穀倉地帯としており、「天府の国」と呼ばれる成都平原の繁栄の基盤となってきた。

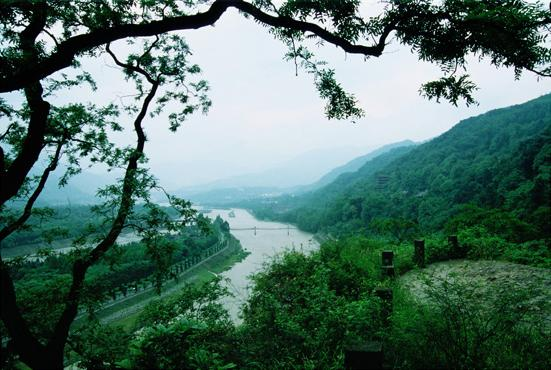
岷江と都江堰

## 気候
都江堰市は四川盆地の他の場所同様に亜熱帯湿潤気候に属し、年平均気温は24.4度で、冬も寒さは厳しくなく、四季ははっきりとしている。年平均降雨量は1,243.8mmで、5月半ばから9月半ばにかけての時期に雨が集中する。また市域内でも、東南の平野部では1,100mm、西北の山岳部では1,800mmと降水量に差がある。30年来の観測では、都江堰市の湿度は成都市の各県市区の中でも最も低い。また台風にはほとんど襲われない。

## 歴史
都江堰市は、伝説では夏王朝の時代に「導江」と呼ばれ、禹が治水を行ったことに由来するとされる。戦国時代に都江堰が完成し、堰と灌漑路の導水口があったことから「灌県」と呼ばれるようになった。
『今県釈名』による説では、漢代に蜀郡太守を務め蜀の学問を盛んにした文翁が漕江を穿って灌漑をおこない、金灌口と呼ばれるようになり、唐はこれに由来して灌寧県を置き、後蜀は灌州に改め、明は州を廃して県に代えたとされる。
別の説では現在の県城はかつて灌口と呼ばれたが、戦国の秦の蜀郡郡守李冰が都江堰を築きこの地から川の水を引いて平原を灌漑したことに由来するとされる。三国時代の蜀は都安県を置き、北周は近くに清城県を置いた。唐代に両県は導江県と青城県に改名し、元代に合併して灌州とされ、明代に灌県とされた。1988年5月に国務院は灌県を市に昇格させ、都江堰市と改名した。

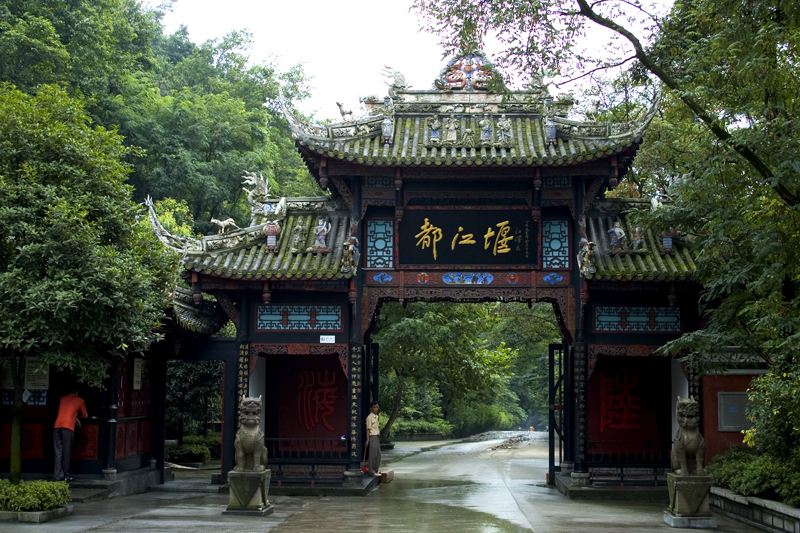
都江堰に至る門

## 行政区画
6街道、5鎮を管轄する。
- 街道：灌口街道、奎光塔街道、幸福街道、銀杏街道、玉堂街道、蒲陽街道
- 鎮：聚源鎮、天馬鎮、石羊鎮、青城山鎮、竜池鎮

## 経済
農業は稲作が中心で、工業は機械工業と水力発電が主である。イネのほか、トウモロコシ、コムギ、アブラナを産し、その他には茶、漢方薬の材料、桑、果物などさまざまなものが生産される。また都江堰と付属する古建築群（二王廟など）、道教の聖地で自然の宝庫でもある青城山という二大観光地を抱え、それぞれ世界遺産にも登録され各国からの観光客を相手にした観光業も盛んである。
険しい龍門山脈には2,000種以上の植物があり四川西部の植物園の異名がある。またジャイアントパンダやキンシコウなど貴重な野生動物の保護区が設けられている。

## 交通
- 鉄道：成灌線,zh:都江堰M-TR旅游客运专线
- 高速道路：成灌高速道路、都汶高速道路

## 観光
- 青城山-青城後山風景区：中国道教の発祥地
- 都江堰古代水利景区
- 離堆公園
- 上清宮
- 虹口漂流景区